# Böyük Pirəli
Böyük Pirəli è un comune dell'Azerbaigian situato nel distretto di Qəbələ. Conta una popolazione di 1 362 abitanti.